# Drocourt, Pas-de-Calais
Drocourt är en kommun i departementet Pas-de-Calais i regionen Hauts-de-France i norra Frankrike. Kommunen ligger i kantonen Rouvroy som tillhör arrondissementet Lens. År 2022 hade Drocourt 2 952 invånare.

## Befolkningsutveckling
Antalet invånare i kommunen Drocourt
| Referens: INSEE |